# Mistkäfer (Wohmann)

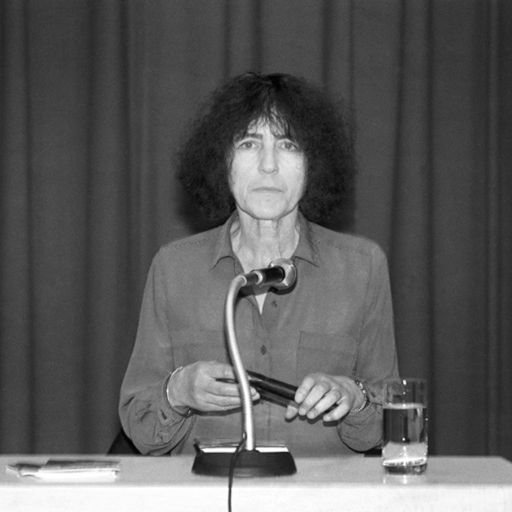
Gabriele Wohmann (1992)

Mistkäfer ist eine Erzählung von Gabriele Wohmann, die 1983 in der Sammlung Goethe hilf! in der Eremitenpresse Düsseldorf erschien.

## Inhalt
Die alleinstehende Frau Sturz – der Vater ihres Sohnes Pit ist ihr vor dreißig Jahren davongelaufen – lädt ein Ehepaar aus der Nachbarschaft zum gemeinsamen Fernsehabend ein. Im Dritten läuft eine Talkshow mit dem Journalisten Pit Sturz.
Die Nachbarn kommen natürlich. Frau Sturz bereut ihre Einladung aus mindestens zwei Gründen. Erstens, ein von Pit während der Sendung angegriffener „Opernheini“ schießt zurück; nennt den Angreifer einen Skarabäus, also einen Mistkäfer. Zweitens, Sohn Pitchen macht vor zirka zweieinhalb Millionen Zuschauern eine der Untugenden seines leiblichen Vaters öffentlich. Pit schnäuzt sich während der Sendung mehr als einmal ins Taschentuch und nimmt hinterher das feuchte Resultat des ausführlichen Naseputzens in Augenschein.

## Rezeption
- 9. November 1983, Walter Hinck in der FAZ: Wohmann, Gabriele: Goethe hilf!

### Erstauflage
Verwendete Ausgabe
- Mistkäfer, S. 57–60 in: Gabriele Wohmann: Goethe hilf! Erzählungen. Mit Original-Offsetlithographien von Klaus Endrikat. 104 Seiten. Eremitenpresse, Düsseldorf 1983. ISBN 3-87365-192-0 (enthält noch: Vor dem Schlafengehen. Die beste Lösung. Grüner März. Mir gefällt’s hier nicht. Ein Dramatiker zu Gast. Kleine Anfänger. Die Nebenbuhlerinnen)